# Gorgopis salti
Gorgopis salti is een vlinder uit de familie wortelboorders (Hepialidae). De wetenschappelijke naam van deze soort is voor het eerst geldig gepubliceerd in 1952 door Tams.
De soort komt voor in tropisch Afrika.